# Comtessa de Ségur
Sophie Rostopchine, comtessa de Ségur (segons l'onomàstica russa Sófia Fiódorovna Rostoptxinà, ciríl·lic Со́фья Фёдоровна Ростопчина́), nascuda l'1 d'agost del 1799 (el 19 de juliol del calendari julià llavors en vigor a Rússia) a Sant Petersburg, morta el 9 de febrer de 1874 a París, fou una escriptora francesa d'origen rus.

## Vida
Provenia d'una gran família noble russa la genealogia de la qual es remunta als kans mongols de l'Horda d'Or i a la família de Genguis Kan. El seu pare era el comte Fiódor Rostoptxín (1763 - 1826), que era tinent general d'infanteria, canceller del tsar Pau I (padrí de Sophie), i llavors governador general de Moscou. La seva mare era la comtessa Iekaterina Protàssova, exdama d'honor de Caterina II. Sophie era la tercera filla de la parella.
El 1812, el seu pare era governador de Moscou durant la invasió del país per part de la Grande Armée comandada per Napoleó Bonaparte. Tot i que les dades sobre el començament del gran incendi de Moscou són encara objecte de discussió, s'ha dit que el pare de Sophie Rostoptxín va organitzar fins a un cert punt aquest incendi (malgrat l'oposició dels grans propietaris de terrenys i cases a la ciutat), un fet que va obligar Napoleó a emprendre una desastrosa retirada.
Irònicament, més tard la seva família va haver d'exiliar-se, ja que va caure en desgràcia davant el successor de Pau I, el tsar Alexandre I. Van estar al ducat de Varsòvia (part de Prússia), després van marxar a Itàlia, i finalment van acabar a França el 1817.
Ja a París es va convertir al catolicisme, i l'any 1819 va contreure matrimoni amb el comte Eugène de Ségur, amb qui va tenir vuit fills. Tot i la progènie i el títol nobiliari, el comte de Ségur era pobre (fins que va ser nomenat par de França el 1830) i va mantenir una relació distant amb la comtessa.

## Carrera com a escriptora

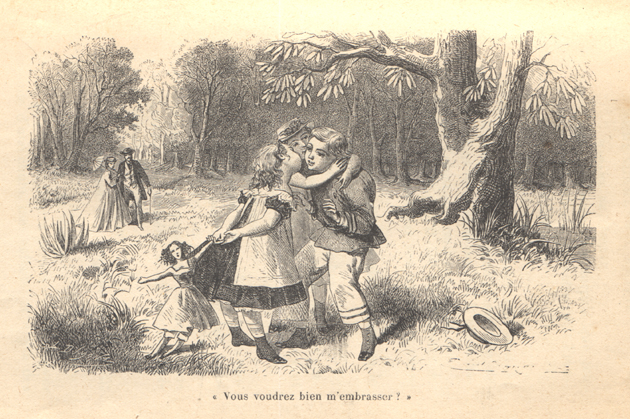
François, el geperut

La comtessa de Ségur va escriure la primera novel·la ja ben entrada la cinquantena. Retirada a la seva propietat de Nouettes (prop de L'Aigle, Orne), va escriure històries de tipus moralista sobre els perills que afronten els nens en la seva vida de cada dia i contes per a la infància. El seu primer llibre publicat, anomenat Nouveaux Contes de fées ('Nous contes de fades') (1857), va tenir tant d'èxit que es va animar a una producció constant. Les novel·les de la comtessa de Ségur es van publicar entre 1857 i 1871 a la Bibliothèque rose illustrée per la casa editorial Hachette. Les seves obres van ser reunides el 1990 sota el títol Œuvres de la comtesse de Ségur.
Els seus llibres més coneguts, a més de l'anterior, van ser:
- Mémoires d'un âne ('Memòries d'un ase') (1860)
- Les Malheurs de Sophie ('Les desgràcies de Sophie') (1859)
- François, le bossu ('François, el geperut') (1864)
- Jean qui grogne et Jean qui rit ('Jean que rondina i Jean que riu') (1866)
- L'Auberge de l'Ange gardien ('La fonda de l'Àngel de la Guarda') (1863)
- Après la pluie, le beau temps ('Després de la pluja, el bon temps') (1871).